# حريق فيلاجيو
حريق فيلاجيو هو حادث حريق في مجمع فيلاجيو التجاري في الدوحة. يوم الإثنين الموافق 21/5/2012. أسفر عن وفاة 19 شخصاً بينهم 13 طفلاً (7 بنات و6 أولاد) و4 مدرسات و2 رجال الدفاع المدني. كان ضحايا من جنسيات دول هم: الصين، كندا، الفلبين، الولايات المتحدة، إسبانيا، جنوب أفريقية، نيوزيلاندا وغيرها.